# Урал (планина)
Вижте пояснителната страница за други значения на Урал.
Планината Урал (на руски: Уральские горы) е планинска система, ориентирана север-юг, която разделя Русия на изток и запад. Разположена е между Европа и Азия, респективно Източноевропейската равнина на запад и Западносибирската равнина на изток. По източното ѝ подножие обичайно се прекарва границата между Европа и Азия.
Уралската планинска верига се простира на около 2500 км от прерията на северната граница на Казахстан до Северния ледовит океан. Има шиирина от 40 до 150 км и максимална височина връх Народная 1894 m.

## Етимология
Наименованието идва от името на уралските племена, населявали някога северните части на Азия. Те са били ловци-събирачи и липсата на земни блага ги е принудила да се разпръснат из цяла Азия. Според други източници името е с тюркски произход и означава „каменен район“.

## Географска характеристика

### Деление, релеф
По характера на своя релеф и други природни особености Урал се дели от север на юг на 5 части.
- Полярен Урал: Тази част има силно разчленен релеф със средна надморска височина 1000 – 1200 m (максимална връх Пайер 1499 m). Заедно със заострените му билни гребени има множество върхове, които са заоблени, с полегати склонове или куполообразни.
- Приполярен Урал: Тази част е най-висока в цялата планинска система (връх Народная 1894 m, връх Карпински 1878 m) и широка до 150 km. Множеството от хребетите му (Изследователски, Сабля и др.) се венчаят с назебени гребеновидни била, дълбоко и гъсто разчленени от речни долини. На Полярен и Приполярен Урал има следи от плейстоценски планинско-долинни ледници (кари, трогови долини, морени) и е развито съвременно заледяване. Има 143 ледника, като най-големи са ИГАН (Географски институт при Академията на науките), МГУ (Московски Държавен университет), Долгушин и др. и множество фирнови полета.
- Северен Урал: Тази част се простира по меридиана и се състои от редица паралелни хребети със средна надморска височина 1000 – 1200 m с дълги понижения между тях. За него са характерни заоблените форми на релефа, като най-високите им части (върховете Телпосиз 1617 m, Конжаковски Камен 1569 m и др.) имат значително по-разчленен релеф.
- Среден Урал: Тази част е най-ниска (връх Среден Бесег 994 m) и най-силно заравнена от външните земни сили.
- Южен Урал: Тази част от планинската система има много по-сложен релеф от останалите части – многочислени хребети с различна височина (максимална връх Ямантау 1640 m), с югозападно или меридионално направление и напречни понижения и долини.[1]

По западния склон на планината и в Приуралието е силно развит карстовия релеф, особено в басейна на река Силва (ляв приток на Чусовая), с много пещери (Дивя, Кунгурска, Капова и др.), карстови воронки, ували, понори, подземни реки. По източните склонове карстовият релеф е по-слабо застъпен, като сред обичайните заравнени и слабо хълмисти повърхности се издигат остатъчни скалисти върхове (Седем Братя, Дяволско Градище, Каменни Палатки и др.). На изток от Среден и Южен Уралсе простират широкипенепленизирани предплански участъци, за сметка на които Южен Урал се разжирява до 250 km.

### Геоложки строеж
Урал е една от най-старите планински вериги в света. За своята възраст от 250 – 300 милиона години нейните възвишения са необичайно високи. Формирани са през късната каменовъглена епоха, когато Северен Сибир се сблъсква с източен Прибалтик и Казахстания, за да образува мега-континента Лавразия. По-късно Гондвана се сблъсква с Лавразия, за да образува друг континент – Пангея. Европа и Северен Сибир продължават да съществуват заедно оттогава.
Планината Урал представлява къснопаезойска (херцинска) нагъната област, явяваща се съставна част от Урало-Монголския нагънат геосинклинален пояс. В пределите на планината на повърхността се показват деформирани и често метаморфозирани планински породи с предимно палеозойска възраст. Слоевете съставени от седиментни и вулканични наслаги обикновено са силно смачкани, нарушени от разломи, но като цало образуват меридионални зони, обуславящи линейната и зоналната страктура на планината.
- Зоната на Предуралската краева депресия е със сравнително полегато залягане на седиментните наслаги по западният ѝ борд и много по-сложно – по източния борд;
- Зоната на западния уралски склон е в процес на интензивно смачкване и нарушаване на седиментните наслаги от долния и средния палеозой;
- Зоната на Централноуралското издигане се характеризира с това, че сред палеозойските и горнодокамбрийските седиментни слоеве на места излизат на повърхността по-стари кристалинни скали от края на Източноевропейската платформа;
- Зоната на Системата от депресии-синклинали по източния склон (най-големи – Магнитогорска и Тагилска) е изградени основно от среднопалеозойски вулканични седименти и морски, често дълбоководни наслаги, пронизани от габроиди, гранитоиди и по-рядко от други интрузивни скали, като тачи част се нарича „Зеленокаменният пояс на Урал“;
- Зоната на Урало-Тоболската антиклинала е съставена от много древни метаморфни скали с широко развитие на гранитоидите;
- Зоната на Източноуралската синклинала е много аналогична на Тагилско-Магнитогорската.[1]

В основата на първите три зони по геофизични данни уверено се проследява древния, раннодокамбрийски фундамент, изграден предимно от метаморфни и магматични скали, образувани в резултат на няколко нагъвания. Най-древните, архайските скали излизат на повърхността в Тарашатското гърбище на западния склон на Южен Урал. Доордовикски скали във фундамента на синклиналата по източния склон не се откриват. Предполага се, че за фундамент на палеозойските вулканогенни наслаги в синклиналата служат мощни пластове от хипербазити и габроиди, излизащи на места на повърхността в масивите от т.нар. Платоносен пояс и други родствени му пояси. Тези пластове е възможно да представляват части от древното океанско дъно на Уралската геосинклинала. На изток, в Урало-Тоболската антиклинала няма изходи на докамбрийски скали.
Палеозойските седименти по западния склон на Урал са представени от варовици, доломити, пясъчници, образували се в условията на предимно плитки морета. На изток като отделни петна са проследява полоса от по-дълбоководни наслаги от континентален океански склон. Още по на изток, в пределите на източния уралски склон ордовишките и силурските скали започват с изменени вулканити с базалтов състав, съпоставими с наслагите по дъната на съвреминните океани. На места нагоре по разреза залягат мощни, също изменени спилит-натро-липаритови слоеве с находища на медно-пиритови руди. Много по-младите девонски и силурски наслаги са представени предимно от андезито-базалтови, андезито-дацитови вулканити и грауваки, отговарящи в развитието на източния склон, когато океанската земна кора се е сменила с кора от преходен океанско-континентален тип. Каменовъглените наслаги (варовици, грауваки и кисели и алкални вулканити) са свързани най-вече с най-късния, континентален стадий от развитието на източния склон на Урал. През този стадий са се внедрили в основната маса от палеозойски скали калиевите уралски гранити, образуващи пегматитовите жили с редки и ценни метали. През късния карбон и перма седиментацията по източния склон почти приключва и тук се формират нагънати планински съоръжения. По същото време по западния склон се образува Предуралската краева депресия, запълнена с мощен (до 4 – 5 km) слой от разрушени скали, пренесени от по-високите части на планината – т.нар. моласа. Триасовите наслаги са се съхранили в редица грабеновидни падини, възникването на които на север и на изток в Урал се предшества от базалтов (трапов) магматизъм. По-младите слоеве от мезозойски и кайнозойски наслаги с платформен характер полегато прикриват нагънатите структури по периферията на планината.
Предполага се, че палеозойската структура на Урал е била заложена през късния камбрий и ордовик в резултат на разкъсването на къснодокамбрийския континент и раздвижването на неговите части, вследствие на което се е образувала геосинклинална падина с океанска земна кора от океански наслаги в нейната вътрешна част. В посследствие това раздвижване се е сменило със свиване и океанската падина започнала постепенно да се запълва с новоформираща се континентална кора. По същото време се изменя и характера на магматизма и седиментацията. Съвременната страуктура на Урал носи следи от силни свивания и нагъвания, съпровощдащи се със силни напречни съкращения на геосинклиналните падини и образуването на полегати възвишения – т.нар. шаряжи.

### Полезни изкопаеми
Урал е съкровищница на разнообразни полезни изкопаеми. От 55 вида важни полезни изкопаеми, които се разработват в Русия, в Урал има 48 от тях.
За източните райони на планината най-характерните находища са: медно-пиритови руди (Гайско, Сибайско и Дегтярско находища, Кировградска и Красноуралска група находища); магнетитови руди (Гороблагодатское, Високогорское и Магнитогорско находища); титано-магнетитови руди (Качканарско и Первоуралско находища); окисни никелови руди (Орско-Халиловски находища); хромови руди (находищата в Кемпиркайския масив). Всички те са привързани основно към т.нар. „Зеленокаменен пояс на Урал“. Залежи на въглища има в Челябинския въглищен басейн, на злато (Кочкарско и Берьозовско находища) и платина (Исовско находище). Тук са разположени и големи находища на боксити (Североуралски бокситоносен район) и азбест (Бежановско находище).
По западните склонове на Урал и в Приуралието има находища на каменни въглища (Печорски и Кизеловски въглищни басейни), нефт и газ (Волго-Уралска нетогазоносна област, Оренбургско газокондензатно находище), калиеви соли (Горнокамски басейн). Всеизвестна е славата на Урал със своите скъпоценни, полускъпоценни и обработваеми камъни (изумруд, аметист, аквамарин, яспис, родонит, малахит и др.). Най-ценните и най-големите диаманти са открити в Урал.
- Малахит
- Берил
- Аурикуприд
- Кварц
- Крокоит
- Пирит
- Топаз
- Родонит

### Климат
Климатът на Урал е континентален. Протежението на хребетите му в меридионално направление има важно значение за увеличаването на слънчевата радиация от север на юг и повишаването на температурата на въздуха. През зимата по източния склон температурата на въздуха е с 1 – 2 °C по ниска от тази на същата географска ширина по западния склон. Това е свързано с намаляващото влияние на изток на относително топлите въздушни маси с атлантически произход и увеличаването на влиянието на значително по-студените въздушни маси от Сибир. Континенталността на климата нараства от запад на изток и от север на юг. По западния склон средната януарска температура се повишава от –20°, –21 °C в Полярен Урал до –15, –16 °C в Южен Урал. По източния склон тя се повишава съответно от –22°, –23 °C до –16°, –17 °C. През юли в най-северните райони температурата е 9 – 10 °C, а в най-южните – 19 – 20 °C.
За разпределението на валежите голямо влияние оказва релефа. по западните склонове годишната сума на валежите е със 150 – 300 mm повече отколкото по източните склонове на същата географска ширина. Най-голямо количество валежи (до 1000 mm) падат по най-високите части на Приполярен и Северен Урал. Тук се наблюдава и най-дебела снежна покривка – до 90 см. В централните части и по западните склонове на Южен Урал годишната сума на валежите е 650 – 750 mm, а по източните му склонове количеството им намалява до 500 – 600 mm в северните райони до 300 – 400 mm в южните. Максимумът на валежите е през лятото.

### Реки, езера
Реките, водещи началото си от планината принадлежат към два водосборни басейна: на Северния ледовит океан по западните склонове – Печора с Уса, по източните склонове – Тобол, Исет, Тура, Лозва, Северна Сосва и други отнасящи се към системата на река Об и на Каспийско море – Кама с Чусовая и Белая към системата на Волга и река Урал. Реките, течащи по западните склонове, особено в Северен и Приполярен Урал са по-пълноводни, като за тях е характерно високо и продължетелно (до 2 – 3 месеца) пълноводие през май и юни, а в Приполярен Урал – през юни и юли. Много често през лятото се наблюдават бурни прииждания, свързани с обилни поройни дъждове във високите части. Най-ниска е водността на реките течащи по източните склонове на Южен Урал, като някои от тях през лятото пресъхват. Продължителността на заледяването им се увеличава от 5 месеца в Южен Урал до 7 месеца в Приполярен и Полярен Урал. Подхранването на всички уралски реки е предимно снежно и дъждовно.
Най-големите езера в планината са разположени по източните склонове на Среден и Южен Урал (Таватуй, Аргази, Увилди, Тургояк и др.), а най-дълбокото (136 m) е Голямо Шчуче. В Полярен Урал има множество ледникови езера, а по западните склонове на Среден Урал – карстови езера.
Реките и езерата в планината имат голямо стопанско (водоснабдяване на населени места и промишлени предприятия) и транспортно значение (реките Кама, Чусовая, Белая – в долните им течения). Много от тях се използват за транспортиране на дървен материал. На река Кама са изградени Камското и Воткинското водохранилища.

### Типове ландшафти
Изменението на климатичните условия и характера на релефа, особено наличието на височини над 1500 m се отразява на смяната на природните ландшафти както в широчинно (зоналност), така и във вертикално (поясност) отношение, като смяната на височинните пояси е по рязко изразена, отколкото преходите между зоните. В Урал се наблюдават 3 вида природни ландшафти: степни, горски и високопланински.

#### Степни ландшафти
Степните ландшафти са разпространени само в Южен Урал, особено широко по източните му склонове и на пенепленизираните му предпланински участъци. Представени са четири вида степни ландшафти: ливадни, разнотревни, чимово-тревно-коилови и каменисти.
- Ливадните степи са развити върху обикновени и излужени черноземни почви в лесостепната зона и ниските части на планинските склонове. Тук са развити различни тревни формации: шестолистов лабазник, сърпец на Гмелин, средна и планинска детелина, блургас и др. Тревната покривка е гъста с височина 60 – 80 см. Големи участъци от ливадните степи са разорани и се използват за земеделие.
- Постепенно ливадните степи на юг се сменят с разнотревните степи, развити върху тучни черноземи (на север), а в по-южните райони – върху обикновени или средни черноземи. За тях най-характерни са различните видове треви, а на юг, с увеличаването на сухотата на климата се сменят с еднообразни типични треви. Най-характерните треви са: коило (тяснолистно, коило на Йоан), власатка, шестолистов лабазник, планински клевер, лекарствена кровохлебка и др. Тревната покривка е по ниска, отколкото в ливадните степи и в южно направление става по рядка.
- Чимово-тревно-коиловите степи пребладават в най-южните и най-засушливи райони, развити върху южни, на места засолени черноземи, а също и върху кафяви почви. Типичните треви тук са: коило, власатка, изящен тънконог, но има и малки примеси от други треви, бедни по видов състав. Тревната покривка е ниска и силно разредена.
- Каменистите степи заемат стръмните каменисти склонове на хребетите и хълмовете по източния склон на Южен Урал.

По долините на степните реки на места се срещат малки горички от върба, черна топола, храстов караган. В степните ландшафти обитават основно гризачи (суслик, тушканчик – пустинен гризач), зайци, а от птиците – степна ветрушка, дропла и др.

#### Горски ландшафти
Горските ландшафти са най-широко представени в Урал. По западните склонове преобладават тъмните иглолистни гори (в Южен Урал на места са смесени с широколистни гори), а по източните склонове – светлите иглолистни гори. Най-разнообразни по състав са горите в Южен Урал, като тук по източните склонове на височина до 500 – 600 m степните пространства се сменят предимно със светли иглолистни гори и остепнени гори съставени от обикновен бор, по рядко лиственица на Сукачов и бреза. По-високите западни склонове на Южен Урал са покрити основно със смесени гори, развити основно върху планинско-горски сиви почви, сменящи се на запад с излужени, оподзолени и типични черноземи. Най-важни представители на широколистните гори са обикновен дъб, остролистен клен, дребнолистна липа, два вида бряст, а от иглолистните – сибирска ела, сибирски смърч. Тук-таме са се съхранили широколистни гори с разнообразен подлес, съставен от лешник, дива круша и др. и гъста тревиста растителност. На височина над 500 – 600 m по западните склонове на Южен Урал преобладават тъмните иглолистни гори, а над 1200 – 1250 m – обширни голи пространства с участъци от планинска тундра, камъни и остатъчни скали.
По западните и източните склонове на Среден Урал горските лавдшафти също са различни. По западните склонове тъмните иглолистни гори са съставени от смърч и сибирска ела, като на места има примеси от липа, клен и бряст, а в подлеса орлов нокът. В Средното Приуралие има естествени лесостепни участъци (Кунгурска, Красноуфимска и др. лесостепи), сред които има малки брезови гори. Източните склонове на Среден Урал са покрити основно с борови гори, а на пенепленизираните предпланински участъци (особено в басейните на реките Пишма и Исет) големи площи са заети от брезови и осикови гори. Тъмните иглолистни гори се срещат по-рядко по източните склонове. Понижените участъци са заети от сфагови и тревисти блата. Горските ландшафти в Среден и Южен Урал са силно изменени от стопанската дейност на човека.
Горите в по-северните райони на Урал са се съхранили много по-добре. По западните склонове на Северен Урал на височина до 800 – 900 m господстват иглолистните гори съставени от сибирски смърч, а по-рядко от сибирска ела и сибирски кедър, със слабо представен или отсъстващ подлес, всички те развити върху слабоподзолисти почви. Широко разпространена е мъховата растителност, а обширни участъци са заети с горски ягоди и други тревисти горски плодове. По алувиалните тераси на реките Кама и Печора растат борови гори. По източните, по-засушливите склонове на Среден Урал големи пространства са заети от борови и лиственични гори.
В Приполярен и Полярен Урал във връзка с увеличаване на суровостта на климата горната граница на горския пояс се снижава до 400 – 250 m. Местните планински северни иглолистни гори са значително еднообразни и се състоят основно от сибирски смърч по западните склонове и от бор, лиственица на Сукачов и сибирска лиственица по източните склонове. Тук типични са ниските и редки гори, особено по горната граница на горския пояс. Горите са силно заблатени и преобладават сфаговите блата.
Животните, обитаващи горските ландшафти в Урал, във видово отношение на се различават съществено от тези обитаващи близките равнини: лос, кафява мечка, лисица, росомаха, рис, самур (на север). На юг само в Среден Урал има малък ареал обитаван от самур и горска бялка. В горите на Южен Урал често се срещат бурсук и черен хорек. Влечуги и земноводни обитават основно в Южен и Среден Урал и са представени от пепелянка, смок, живораждащ гущер и др., от птиците се срещат: глухар, тетерев, обикновена и глуха кукувица и др. През лятото в Южен и Среден Урал долитат прелетни птици от юг.

#### Високопланински ландшафт
Високопланинският ландшафт е широко разпространен в Полярен, Приполярен и Северен Урал. Голите планински пространства по западните, по-влажни склонове са заети от мъхова тундра, а източните, по-сухи – от лишейна тундра. В пониженията има много сфагови блата. Животинският свят в планинската тундра на Урал е представен от: северен елен, песец, обски леминг, мъхнат мишелов, полярна сова, тундрова патица. В най-северните райони на планината широко са разпространени планинските каменисти пустини, почти лишени от растителна покривка, с изключение на някои лишеи. Тук има изобилие от обширни каменисти пространства, стърчащи над терена остатъчни скали, образували се при интензивното мразово изветряне.

## Други
На Урал е наречена улица в квартал „Горна баня“ в София (Карта).